# Rana holsti
Rana holsti е вид жаба от семейство Водни жаби (Ranidae). Видът е застрашен от изчезване.

## Разпространение
Разпространен е в Япония.